# Цистолепиота
Цистолепио́та (лат. Cystolepiota) — род грибов семейства Шампиньоновые (Agaricaceae).

## Описание
- Шляпка с покрытой хлопьями или чешуйками, зернистой или мучнистой поверхностью. Пластинки свободные или приросшие к ножке, светло окрашенные.
- Ножка хорошо развита, центральная, с мембрановидным, иногда быстро опадающим кольцом.
- Споры мелкие, гладкие, без поры прорастания, неамилоидные или декстриноидные. Плевроцистиды имеются или отсутствуют. Хейлоцистиды обычно присутствуют.
- Тип развития плодовых тел бивелангиокарпный.
- Виды рода Цистолепиота — сапротрофы.

## Виды
- Cystolepiota adulterina (F.H. Møller) Bon, 1977 — Цистолепиота переменчивая
- Cystolepiota brunneotingens Singer, 1952
- Cystolepiota bucknallii (Berk. & Broome) Singer & Clémençon, 1972
- Cystolepiota constricta Singer, 1952
- Cystolepiota cystophora (Malençon) Bon, 1976
- Cystolepiota fumosifolia (Murrill) Vellinga, 2007
- Cystolepiota furfuracea T.K.A. Kumar & Manim., 2009
- Cystolepiota hetieri (Boud.) Singer, 1973 — Цистолепиота Гетьера
- Cystolepiota icterina F.H. Møller ex Knudsen, 1978
- Cystolepiota luteifolia Singer, 1952
- Cystolepiota luteohemisphaerica (Dennis) I. Saar & Læssøe, 2008
- Cystolepiota moelleri Knudsen, 1978
- Cystolepiota ompnera (Berk. & Broome) Pegler, 1986
- Cystolepiota petasiformis (Murrill) Vellinga, 2007
- Cystolepiota pseudogranulosa (Berk. & Broome) Pegler, 1986
- Cystolepiota rubra Singer, 1952
- Cystolepiota seminuda (Lasch) Bon, 1976 — Цистолепиота полуголая
- Cystolepiota sistrata (Fr.) Singer ex Bon & Bellù, 1985